# Apsheronsky (huyện)
Huyện Apsheronsky (tiếng Nga: ? райо́н) là một huyện hành chính tự quản (raion), của Tỉnh Murmansk, Nga. Huyện có diện tích 2518 km². Trung tâm của huyện đóng ở Apsheronsk.